# Erysichton lateplaga
Erysichton lateplaga, även Jameela lateplaga, är en fjärilsart som beskrevs av Tite 1963. Erysichton lateplaga ingår i släktet Erysichton och familjen juvelvingar. Inga underarter finns listade i Catalogue of Life.